# Мабу (китайский музыкальный инструмент)
Мабу́ (мапу́, 马布) — традиционный духовой музыкальный инструмент тибето-бирманского народа и. В переводе с носу «ма» означает ‘бамбук’, а «бу» — ‘свирель’, ‘тростниковая’ флейта. Имеет деревянный или (чаще) бамбуковый ствол с одинарным подрезным («бьющимся») язычком. Снабжён 6—7 игровыми отверстиями (по другим данным, 8 сверху и одним снизу) и небольшим деревянным или роговым раструбом. По звукообразованию родственен кларнету.
Мабу, наряду с другими традиционными китайскими инструментами, звучит в игре Swords of Destiny для платформы PlayStation 2 ().